# Ordinul de zi către Armată al Domnului General Ion Antonescu, Conducătorul Statului Român și Președintele Consiliului de Miniștri (22 iunie 1941)
Ordinul de zi către Armată al Domnului General Ion Antonescu, Conducătorul Statului Român și Președintele Consiliului de Miniștri datat la 22 iunie 1941 a fost un ordin de zi publicat în Monitorul Oficial al României (Partea I-a) Nr. 145 din 22 Iunie 1941 și adresat Armatei României, de către generalul Ion Antonescu, în ziua intrării României în cel de-Al Doilea Război Mondial.

## Caracter
Acest ordin de zi, devenit astăzi extrem de cunoscut, a stabilit obiectivul fundamental al intrării în acțiune a trupelor române alături de Wehrmacht: eliberarea Basarabiei și a nordului Bucovinei, ocupate de către Uniunea Sovietică în urmă cu un an. În același timp, textul a enunțat lupta dusă alături de armata celui de-Al Treilea Reich, aflată sub conducerea lui Adolf Hitler, ca fiind o luptă „pentru dreptatea lumii”, iar războiul dus cu „vrăjmașul din răsărit și miazănoapte”, bolșevic și etichetat drept păgân, ca fiind unul sfânt, pentru apărarea și salvarea credinței.
Textul acestuia a inclus, de asemenea, cuvintele „Ostași, Vă ordon: Treceți Prutul.”, devenite celebre.

## Detalii
Documentul a fost adus la cunoștința trupelor române în 22 iunie 1941, înainte de ora 4, ora începeri ofensivei contra Uniunii Sovietice. În acea noapte, generalul Antonescu s-a aflat la Piatra Neamț într-un tren militar, unde sosise în ziua precedentă la ora 18.
În Monitorul Oficial din 22 iunie 1941, ordinul de zi aflat în cauză, difuzat în mod repetat la radio și în presă în dimineața zilei respective, a ocupat a patra și a cincea pagină și a fost precedat de o Proclamație către Țară, emisă tot de către Ion Antonescu.
Motivației istorice a intrării în război i-a fost adăugată o motivație ideologică, reprezentată de lupta împotiva bolșevismului. Astfel, proclamația a postulat, alături de motivația  reprezentată de recuperarea teritoriilor pierdute în est, „lupta împotriva celui mai mare dușman al lumii : bolșevismul”, etichetat drept „anarhic”, „cotropitor” și opus valorilor europene.
Mobilizatoare, cuvintele scrise în text au provocat o emoție vie, în rândurile armatei și ale opiniei publice. Conform istoricului Gheorghe Buzatu, percepția militarilor români care, au luptat în est, asupra campaniei respective, a corespuns obiectivului oficial, de reintrare în drepturile istorice românești, enunțat în ordinul de zi.

## Context
| “ | La sfârșit s-a mai abordat problema Comandamentului suprem din România. Führerul i-a explicat lui Antonescu că el (Führerul) intenționează să-l lase să apară în fața poporului român drept comandant suprem în acest spațiu. | ” |
| — Extras din minuta întrevederii de la München, dintre Adolf Hitler și Ion Antonescu, din data de 12 iunie 1941 | |   |

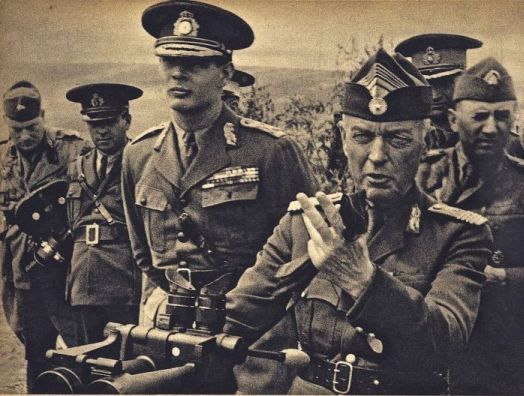
Generalul Antonescu pe malul Prutului, aici în august 1941 împreună cu Regele Mihai I

Conform istoricului Alex Mihai Stoenescu, ordinul în cauză a fost doar o acțiune de imagine. Astfel, ultimul său ordin, în calitate de comandant al trupelor românești, a fost emis de către generalui Antonescu la data de 15 iunie 1941, de la această dată ele intrând sub comanda germană. În consecință, trecerea Prutului s-a făcut în momentul în care, de fapt, germanii au emis ordinul de atac, Ion Antonescu fiind doar formal comandantul trupelor germano-române.
Este de menționat astfel că, la momentul declanșării ofensivei, în mod efectiv comanda supremă în spațiul românesc a revenit generalului-colonel Eugen Ritter von Schobert. Acesta, la rândul său primea ordine de la eșalonul său superior german (Heeresgruppe Süd), aflat sub conducerea lui Gerd von Rundstedt.
Deși primul dintre aliații de pe Frontul de Est, care, și-a declarat participarea la campanie (în primele ore ale zilei de 22 iunie 1941, față de Finlanda, care, a recunoscut aceasta la 25 iunie și Ungaria, care, și-a anunțat la 26 iunie participarea), datorită strategiei adoptate fost ultimul dintre aceștia care a participat la operațiuni ofensive. Aceasta s-a întâmplat, deoarece planul de campanie a prevăzut în sectorul românesc al frontului, în primele 7-10 zile, numai operațiuni defensive.
OSTAȘI,

V'am făgăduit din prima zi a noii Domnii și a luptei mele naționale să vă duc la biruință;
Să șterg pata de dezonoare din cartea Neamului și umbra de umilire de pe fruntea și epoleții voștri.
Azi a sosit ceasul celei mai sfinte lupte, lupta drepturilor strămoșești și a bisericii, lupta pentru vetrele și altarele românești de totdeauna.

OSTAȘI,

Vă ordon:
Treceți Prutul!
Sdrobiți vrăjmașii din răsărit și miazănoapte.
Desrobiți din jugul roșu al bolșevismului pe frații noștri cotropiți.
Reîmpliniți în trupul țării glia străbună a Basarabilor și codrii voevodali ai Bucovinei, ogoarele și plaiurile voastre.

OSTAȘI,

Plecați azi pe drumul biruințelor lui Ștefan cel Mare ca să cuprindeți cu jertfa voastră ceea ce au supus strămoșii noștri cu lupta lor.
Înainte.
Fiți mândri că veacurile ne-au lăsat aci straja dreptății și zid de cetate creștină.
Fiți vrednici de trecutul românesc.

OSTAȘI,

Veți lupta cot la cot, suflet de suflet, lângă cea mai puternică și glorioasă armată a lumii.
Îndrăzniți să vă măsurați vitejia și să vă dovediți mândria camarazilor nostri.
Ei luptă pe pământul moldovean, pentru granițele noastre și pentru dreptatea lumii.
Fiți vrednici de cinstea pe care v'a făcut-o istoria, Armata Marelui Reich și neîntrecutul ei comandant, Adolf Hitler.

OSTAȘI,

Înainte.
Să luptați pentru gloria Neamului;
Să muriți pentru vatra părinților și a copiilor voștri;
Să cinstiți prin vitejia voastră amintirea lui Mihai Vodă și a lui Ștefan-cel-Mare, a martirilor și eroilor căzuți în pământul veșniciei noastre cu gândul țintă la Dumnezeu;
Să luptați pentru desrobirea fraților noștri, a Basarabiei și Bucovinei, pentru cinstirea bisericilor, a vieții și a căminurilor batjocorite de păgâni cotropitori;
Să luptați pentru a ne răzbuna umilirea și nedreptatea.
V'o cere Neamul, Regele și Generalul Vostru.

OSTAȘI,

Izbânda va fi a noastră.
La luptă.
Cu Dumnezeu înainte!

## In memoriam
Cuvintele „Ostași, Vă ordon: Treceți Prutul” reprezintă și titlul unei cărți publicate în 1993 și scrisă de Alexandru D. Duțu și Mihai Retegan.
Fostul președinte Traian Băsescu a afirmat, fiind în exercițiul funcțiunii, că și el ar fi dat ordinul dat de Ion Antonescu, „Ostași, Vă ordon: Treceți Prutul”. La afirmația respectivă, Rusia a  ripostat diplomatic.